# Pezzetti di cavallo
Con pezzetti di cavallo  o anche pezzetti di cavallo al sugo si definisce un particolare spezzatino di carne di cavallo tipico della cucina salentina. Piatto storico da osteria, bettola o puteca salentina, in genere servito sulla forchetta senza piatto, accompagnato da vino e un po' di pane, o come condimento di panini nelle feste o nelle sagre paesane.
Viene nel presente preparato per il consumo casalingo da servire a tavola da consumare con coltello e forchetta per cui il taglio caratteristico del pezzo della carne ha abbandonato la classica forma affettata e si può confondere col classico spezzatino.
Nella cucina moderna è uno stufato (stracotto) di carne di cavallo, poco speziato (ad eccezione di eventuale pepe e peperoncino) e senza altri alimenti durante la cottura. Come tutti gli stracotti è ottimo anche riscaldato più volte.
Gli elementi caratterizzanti della ricetta sono la somministrazione a pezzetti (da cui il nome), l'impiego esclusivo di carne di cavallo e la cottura solo in salsa di pomodoro senza altri ortaggi (funghi, cipolline, carote, ec...) come avviene ad esempio nei brasati.     
Sono usati solo pochi aromi come le foglie di alloro, il sale e il peperoncino. Tradizionalmente era la carne di cavallo adulto a essere disponibile per la preparazione per cui i tempi di cottura sono piuttosto lunghi per consentire sia la gelatinizzazione dei tessuti connettivi che la cottura delle fibre muscolari. Nelle vecchie osterie e puteche nella lessatura preliminare dei grossi tagli di muscolo di cavallo vecchio si aggiungevano tralci di vite che si diceva aiutavano a intenerire la carne.
Come tutti gli stufati, la cottura prolungata dei tessuti connettivi e del pomodoro comportano la formazione di abbondante glutammato che ne fa un piatto molto saporito. È un piatto da occasione, per feste, tavolate, cene da amici per cui la ricetta di preparazione indicata è per 15-20 persone, considerato che un quantitativo abbondante può essere consumato riscaldato più volte.

## Origine
Il piatto si afferma in età recente con l'impiego sempre più preponderante delle salse di pomodoro e la consuetudine del consumo della carne di cavallo che spesso non avviene in altre parti di Europa, dove come in Inghilterra e quasi considerata un tabù.

## Preparazione
La carne tagliata a pezzetti viene cotta in pentola per 2-3 ore con salsa di pomodoro, alcuni ortaggi (cipolla, carota e sedano) e spezie (pepe e peperoncino).

## Ricetta

### Prima fase Lessatura
Da circa quattro chili di carne di cavallo (muscolo) si possono ricavare cinquanta-sessanta pezzetti per un convivio di 15-20 persone.
La prima bollitura è opportuna per controllare i successivi tempi di cottura tra carne e salsa e agevolare il classico taglio affettato per chi vuole usare il pezzetto ancora come condimento in un panino o consumarlo nel piatto senza la necessità del taglio del coltello. Nelle bettole lo spessore era inferiore al centimetro e il lato più lungo intorno ai dieci. Erano tagli più da assaggio che per saziare e il sugo e il pane a cui si accompagnavano compensavano la modesta quantità assunta.
Non essendo ormai più servito in piedi o alla forchetta la necessità di formare un pezzetto sottile ed integro (per bravura e beneficio dell'oste) è venuta meno per cui anche le eventuali parti sfibrate ora possono essere consumate nel pane o a tavola nel piatto.
Il sapore prevalente è quello della salsa di pomodoro che forma un sugo tirato a lungo ed è opportuno procedere a questa lessatura preliminare della carne in grossi pezzi e poi all'insaporimento dei successivi tagli a pezzetti nel sugo. Si evita in questo modo di dover rivoltare troppe volte i pezzetti nella pentola rischiando di romperli.
Per dare più sapore alla carne nella prima bollitura, ma soprattutto per preparare un brodo misto di carne e vegetali che servirà nella fase di cottura per allungare e tirare il sugo, nell'acqua di lessatura si possono mettere i soliti ortaggi da brodo vegetale (sedano, cipolla, carota, ecc..)    Servirà un buon pentolone, acqua, e un po' di ortaggi.
Tagliata la polpa di cavallo in pezzi grossi di non più di 500 grammi l’uno, la carne migliore per un buon risultato estetico è quella con la fibra muscolare orientata in modo uniforme, il pezzo diciamo da tagliata che agevola il taglio a fettine caratteristico. Nella consumazione in piatto questa accortezza non serve, basta solo che non abbia molto tessuto connettivo o non sia di pezzatura troppo piccola. Non va tagliata troppo lungo fibra o contro fibra ma il classico orientamento diagonale della tagliata.
La carne tradizionalmente utilizzata era quella del cavallo adulto a fine carriera. I pezzi interi lessano tranquillamente anche al loro interno ma senza il rischio di sfibrarsi se tagliati già sottili. L'acqua di bollitura, che resterà leggermente oleosa in superficie, si tiene da parte per allungare eventualmente il sugo di pomodoro della cottura successiva. Se non sono stati aggiunti ortaggi nella  lessatura l'odore dolciastro prevalente della carne di cavallo in questa fase può non piacere. È un odore, oltre che una untuosità,  che permane a lungo nei pori delle mani che si può eviatre con l'uso dei guanti.
Lessare a bollore per almeno un’ora, al suo interno si perderà il colore rosato. Se dovesse risultare allo spezzettamento ancora cruda all’interno si allungheranno i tempi della seconda cottura in sugo. Partire alla preparazione per tempo perché i grossi pezzi di carne vanno lasciati raffreddare un po' per poter essere maneggiati.
I grossi pezzi vanno infine tagliati in pezzetti. Il senso della fibra muscolare al taglio determina la morbidezza del pezzetto. Un taglio trasversale alla fibra e di piccolo spessore produce un pezzetto che risulta molto morbido ma rischia di sfibrarsi nella seconda cottura. Nel dubbio fare  tagli in ogni senso di piccole dimensioni tanto questo stufato si consuma in piattoa tavola con coltello e forchetta. Oppure come per la tagliata iniziate il taglio con il coltello inclinato alle tre facce del pezzo. Eliminare le parti di cartilagini che non si sono ammorbiditee sarebbero imbarazzanti da tagliare nel piatto.
La carne di cavallo ha un odore particolare, la parte grassa penetra nella pelle e il suo odore sulle mani permane anche dopo molti lavaggi. Durante la cottura si avvertirà il classico odore della carne di cavallo.

### Seconda fase Cottura nel sugo
Si procede a fare un sugo di pomodoro classico con un po' di soffritto abbondante di cipolla, sedano, carote (poche o nulla quest'ultime in quanto danno di dolce al sugo), tagliato anche grosso va bene ( i tempi di cottura lunghi li renderanno comunque a crema)
Per i quattro chili di carne servono quattro bottiglie di salsa di pomodoro da 3/4 (750 ml) - Pepe nero intero e macinato, peperoncino piccante pesato (secondo il grado di piccantezza voluto, a volte anche esagerato), foglie di alloro, sale.
Una pentola capiente ma poco profonda per facilitare un minimo di rimescolamento ogni tanto e avere abbondante sugo di accompagnamento quando si metteranno i pezzetti nel piatto (i pezzetti nel piatto hanno bisogno di sughetto da inzuppare e non vanno mai tirati a secco facendo evaporare tutta la parte liquida). Il sugo di carne ottenuto era apprezzato quanto la carne stessa e usato per condire da solo i panini (Panino col sugo di pezzetti).
Versata la salsa (evitate assolutamente i pomodori freschi che rilasciano semi e buccia) per allungare va usata prioritariamente l'acqua di risciacquo delle bottiglie della salsa e poi il brodo della lessatura. Si deve creare un volume di liquido almeno doppio al volume complessivo dei pezzetti e che comunque potrà essere corretto nel corso della tirata del sugo.
I pezzetti già lessati non vanno soffritti e/o sfumati come qualcuno fa partendo dalla carne ancora cruda (come nei brasati), si regola di sugo ogni tanto, se i commensali mangiano vari gradi di piccantezza meglio aggiungere quantità minime di pepe peproncino e riservare il dosaggio nei singoli piatti. Visti i tempi lunghi di cottura è molto facile correggere un sugo troppo lento o troppo asciutto. Mentre la cottura della salsa può avvenire a fuoco alto e bollore vivace, la seconda parte, dopo aver aggiunto al sugo i pezzetti, va fatta a bassa temperatura, col sugo che sobbolle lentamente (pippiscia).

### Impiattamento
I pezzetti, da te a quattro per piatto, vanno serviti in piatto piano o fondo, comunque con una abbondante quantità di sugo, mai asciutti, chi lo preferisce ci inzuppa il pane altrimenti lascia l'eccedenza nel piatto. In questa fase chi mangia ancora più piccante può regolare di peperoncino. Gli esperti su questi piatti di carne consigliano dei vini rossi corposi che tuttavia non fanno altro che impastare il palato, meglio un rosato.

### Riscaldatura
I pezzetti migliori si assaggiavano nelle bettole di vino ormai scomparse. Si preparavano per più giorni e si riscaldavano di volta in volta prima di aprire bottega. Con la riscaldatura il sugo si concentra ancora di più e acquista un gusto più saporito caratteristico. Se conservati per alcuni giorni in frigo (o congelati) con una ribollita riprendono il sapore caratteristico.